# Phare avant de Cherry Island

Le phare avant de Cherry Island (en anglais : Cherry Island Range Front Light) est un phare servant de feu d'alignement avant situé à Wilmington sur le fleuve Delaware dans le Comté de New Castle, Delaware.

## Historique
Mis en service en 1880 il se situe à environ 1,3 km devant le feu d'alignement arrière.
Ce phare a été démoli en 1970 pour être remplacé par une tour métallique portant une balise automatisée.

## Description
Le phare actuel est une tour carrée métallique à claire-voie de 10 m de haut, montée sur un bâtiment de service d'un étage. Le phare est peint en noir et le bâtiment est blanc.
Son feu isophase émet, à une hauteur focale de 12 m, un éclat rouge d'une seconde par période de 2 secondes. Sa portée est de 4 milles nautiques (environ 7.5 km). 

## Caractéristiques dufeu maritime
Fréquence : 2 secondes (R)
- Lumière : 1 seconde
- Obscurité : 1 seconde

Identifiant : ARLHS : USA-1149 ; USCG : 2-2975 ; Admiralty : J1309  .

### Lien connexe
- Liste des phares du Delaware